# Krzemieniew
Krzemieniew [pronunciación en polaco: /kʂɛˈmjɛɲɛf/] es un pueblo ubicado en el distrito administrativo de Gmina Dalików, dentro del Distrito de Poddębice, Voivodato de Łódź, en Polonia central. Se encuentra aproximadamente a 3 kilómetros al noroeste de Dalików, a 8 kilómetros al este de Poddębice, y a 31 kilómetros al noroeste de la capital regional Łódź.